# نورآباد (وردشت)
نورآباد روستایی در دهستان دره شور بخش وردشت شهرستان سمیرم استان اصفهان ایران است.

## جمعیت
بر پایه سرشماری عمومی نفوس و مسکن در سال ۱۳۹۵ جمعیت این روستا ۱۱۴ نفر ( ۳۸ خانوار) بوده‌است.